# Casa de Cisneros
La Casa de Cisneros es una casa-palacio de Madrid, situada en la plaza de la Villa. Fue construida en estilo plateresco en el año 1537, a instancias de Benito Jiménez de Cisneros, sobrino del cardenal Cisneros.

## Características
La fachada que da a la plaza de la Villa fue remozada en 1909, cuando el Ayuntamiento de Madrid adquirió la propiedad del palacio y procedió a su reforma para integrarlo dentro de las dependencias de la Casa de la Villa. 

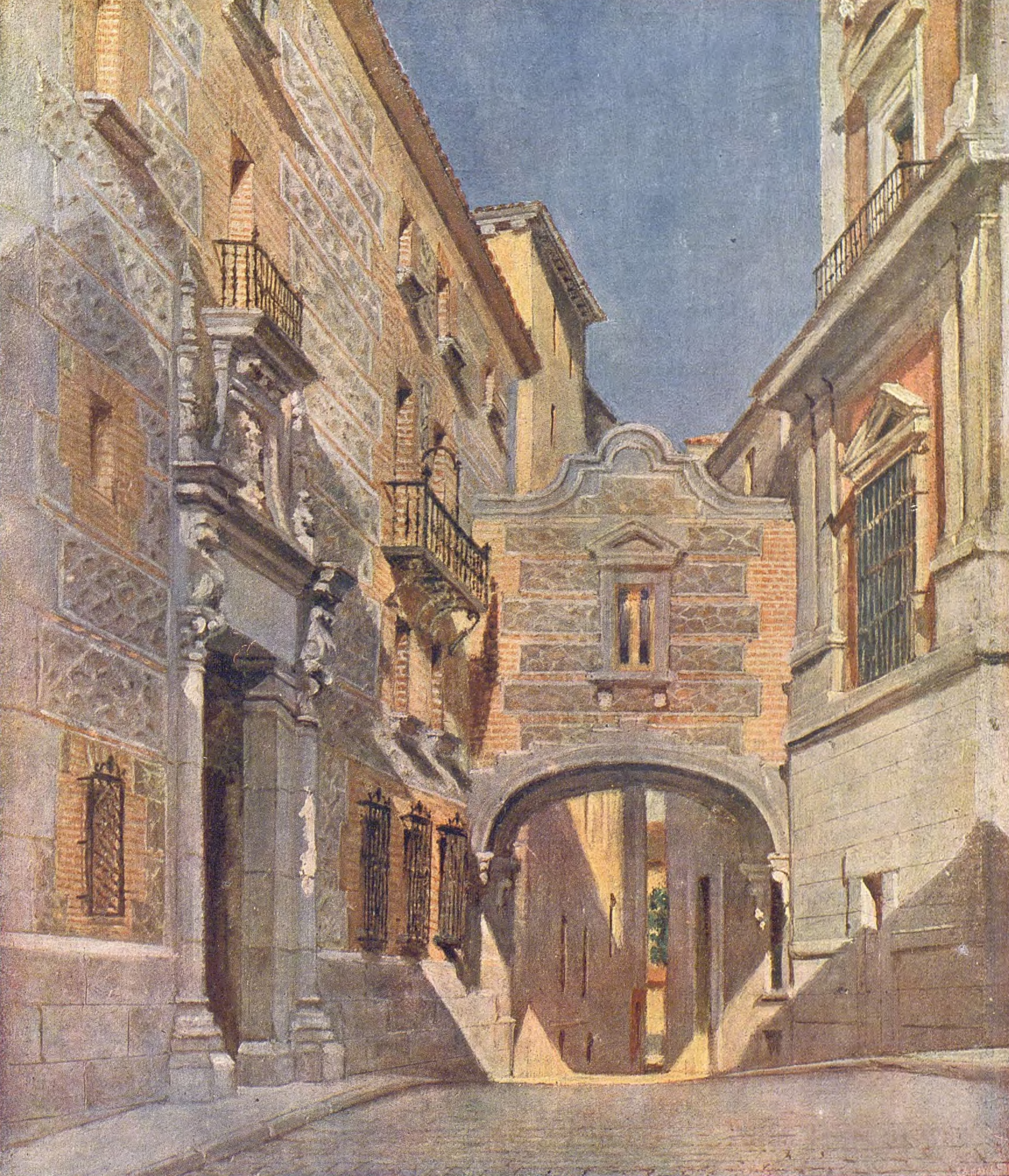
Fachada de la casa de Cisneros (izquierda) y calle de Madrid, en una reproducción de una acuarela de Muñoz Morillejo publicada en la revista La Esfera (1918)

Las obras, entre 1910-1914, respetaron el modelo original del edificio principal y el corredor volado que une la Casa de Cisneros con la de la Villa sobre la brevísima calle de Madrid; fueron dirigidas por el arquitecto Luis Bellido y González, que contó con la colaboración de los ceramistas Juan Ruiz de Luna y Enrique Guijo en la obra de azulejería. La fachada que da a la calle del Sacramento, que en su origen fue la principal, es la que reúne los mayores valores histórico-artísticos, ya que apenas fue modificada durante las citadas obras de reforma. 
Ha quedado noticia de que aquí guardó prisión en el umbral del siglo XVII Antonio Pérez, secretario del rey Felipe II. También destaca el hecho de que en esta casa naciera Álvaro de Figueroa y Torres, conde de Romanones en 1863, y muriese el ministro Ramón María Narváez en 1868.
El edificio alberga una galería dedicada a los retratos de los alcaldes de Madrid desde 1922 hasta la actualidad. Por otra parte, los retratos de los alcaldes madrileños anteriores a 1922 se encuentran en la Casa de la Villa.